# Squatina oculata
Squatina oculata là một loài cá mập trong chi Squatina, chi duy nhất còn sinh tồn trong họ và bộ của nó. Nó tìm thấy ở phía đông Đại Tây Dương giữa vĩ độ 47 ° bắc và 28 ° tây. Chiều dài của nó lên đến 1,6 mét.